# 古斯塔夫·莫茨
古斯塔夫·莫茨（德語：Gustav Moths，1877年9月21日—？），德国男子赛艇运动员。他曾代表德国参加1900年夏季奥林匹克运动会赛艇比赛，获得男子四人单桨有舵手铜牌。